# Fábián Wannenmacher
Fábián Wannenmacher (geboren 1882 in Buziásfürdő, Österreich-Ungarn; gestorben 1967) war ein ungarischer Architekt.

## Leben und Werk
Wannenmacher studierte Architektur in Budapest. Er gehörte zu den geschätztesten Architekten Budapests und war Chefredakteur der Zeitschrift Epitészet es iparmüvészet (Architektur und Kunstgewerbe). Er arbeitete gemeinsam mit Miklós Führer (1873–1948). Gemeinsam gewannen sie 1908 eine öffentliche Ausschreibung der Stadt Brezno.
Er entwarf zahlreiche Villenbauten und öffentliche Gebäude.
- In Breznóbánya wurde die städtische Redoute nach seinen Plänen erbaut.
- Er plante auch die Einrichtung des ungarischen Hotels in Montreux.
- Er baute ein Theater und ein Hotel in Brezno (Bries).